# にしむらまや
にしむら まや（1987年11月16日 - ）は、日本の女性声優。京都府出身。血液型はA型。旧芸名は西村 麻弥（読み同じ）。株式会社キャラ所属。

## 人物
一人っ子である。青二塾大阪校24期卒業。2010年12月まで青二プロダクション（ジュニア）に所属していた。フリーランスでの活動期間を経て、2012年4月からアミュレートに所属していたが、地元の京都に戻りたいなどの理由から2019年3月31日に退所。仕事のために一時的に東京に向かうなどして活動は継続する。2023年時点で株式会社キャラに所属している。
デビュー作の『バトルスピリッツ 少年突破バシン』で共演をしていた主演で同学年の田村睦心とは仲が良い。

## 家族・親族
考古学者として京都大学文学部教授や奈良県立橿原考古学研究所所長を務めた樋口隆康は祖父に、その長男の樋口富士男とは血縁関係にあたる。

## 出演

### テレビアニメ
2008年
- しゅごキャラ!!どきっ（女子アナ、ひなこの母）
- TYTANIA -タイタニア-（コンピューター）
- バトルスピリッツ 少年突破バシン（2008年 - 2009年、澤ラギキョーカ、女の子、女子生徒）

2013年
- Free!（男の子）

2014年
- いなり、こんこん、恋いろは。（観月）

2015年
- トリアージX（緒方早紀）

2017年
- 青の祓魔師 シリーズ（2017年 - 2024年、宝生青） - 3シリーズ

2018年
- シュタインズ・ゲート ゼロ（ジュディ・レイエス）
- アニマエール!（道場のおかみさん）

### ゲーム
- STEINS;GATE 0（ジュディ・レイエス[10]）
- セイクリッドブレイズ -SACRED BLAZE-（妖精）
- 超銀河船団（グラレス[11]）

### その他
- 声優チャット
- 京都浪漫～悠久の物語（BSイレブン・KBS京都）

### シリーズ一覧
1. ↑  第2期『京都不浄王篇』（2017年）、第3期『島根啓明結社篇』（2024年）、第4期『雪ノ果篇』（2024年）